# Fontaine de Gefion
La fontaine de Gefion (Gefionspringvandet) est une grande fontaine de Copenhague, au Danemark.
Elle représente la déesse Gefjon sur une charrue tirée par ses quatre fils transformés en taureaux.